# Світловий потік

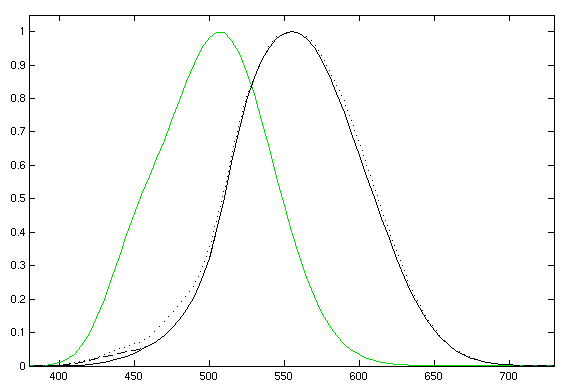
Фотопічна (чорним) та скотопічна (зеленим) криві чутливості людського ока. Фотопічні криві включають стандарт CIE 1931 (суцільна лінія), змінені дані Джудд-Воса (1978) (штрихова лінія), і дані Шарпа, Стокмана, Ягла та Єгле (2005) (пунктирна лінія). По осі абсцис відкладена довжина хвилі у нанометрах

Світлови́й поті́к — кількісна характеристика випромінювання, яке випромінюється джерелом світла. Одиниця вимірювання системи SI: люмен (позначення: лм, міжнародне: lm).
Світловий потік — фізична величина, що чисельно дорівнює енергії світлового потоку, який проходить через деяку поверхню за одиницю часу.
| Світловий потік ламп | Світловий потік ламп | Світловий потік ламп               | Світловий потік ламп               | Світловий потік ламп | Світловий потік ламп | Світловий потік ламп                 |
| Лампи розжарення     | Лампи розжарення     | Лампи розжарення                   | Лампи розжарення                   | Люмінесцентні лампи  | Люмінесцентні лампи  | Люмінесцентні лампи                  |
| Потужність, Вт       | Тип                  | Світловий потік Ф, лм, при напрузі | Світловий потік Ф, лм, при напрузі | Потужність, Вт       | Тип                  | Світловий потік Ф, лм, розрахунковий |
|                      |                      | 127                                | 220                                |                      |                      |                                      |
| -------------------- | -------------------- | ---------------------------------- | ---------------------------------- | -------------------- | -------------------- | ------------------------------------ |
| 15                   | В                    | 135                                | 105                                | 20                   | ЛДЦ                  | 780                                  |
| 25                   | В                    | 260                                | 220                                | 20                   | ЛД                   | 870                                  |
| 40                   | Б                    | 490                                | 400                                | 20                   | ЛБ                   | 1 120                                |
| 40                   | БК                   | 520                                | 460                                | 30                   | ЛДЦ                  | 1 375                                |
| 60                   | БК                   | 875                                | 760                                | 30                   | ЛД                   | 1 560                                |
| 100                  | Б                    | 1 560                              | 1 350                              | 30                   | ЛБ                   | 1995                                 |
| 150                  | Г                    | 2 300                              | 2 000                              | 40                   | ЛДЦ                  | 1 995                                |
| 200                  | Г                    | 3 200                              | 2 800                              | 40                   | ЛД                   | 2 225                                |
| 300                  | Г                    | 4 950                              | 4 600                              | 40                   | ЛБ                   | 2850                                 |
| 500                  | Г                    | 9 100                              | 8 300                              | 80                   | ЛДЦ                  | 3 380                                |
| 750                  | Г                    | —                                  | 13 100                             | 80                   | ЛД                   | 3 865                                |
| 1000                 | Г                    | 19 500                             | 18 600                             | 80                   | ЛБ                   | 4960                                 |

| Вплив напруги, що підводиться на характеристики жарівок | Вплив напруги, що підводиться на характеристики жарівок | Вплив напруги, що підводиться на характеристики жарівок | Вплив напруги, що підводиться на характеристики жарівок | Вплив напруги, що підводиться на характеристики жарівок |
| Напруга                                                 | Струм                                                   | Потужність                                              | Світловий потік                                         | Термін служби                                           |
| ------------------------------------------------------- | ------------------------------------------------------- | ------------------------------------------------------- | ------------------------------------------------------- | ------------------------------------------------------- |
| 80                                                      | 89                                                      | 71                                                      | 45                                                      | —                                                       |
| 85                                                      | 92                                                      | 78                                                      | 56                                                      | 1 000                                                   |
| 90                                                      | 95                                                      | 85                                                      | 70                                                      | 500                                                     |
| 95                                                      | 97                                                      | 92                                                      | 84                                                      | 220                                                     |
| 98                                                      | 99                                                      | 92                                                      | 93                                                      | 130                                                     |
| 100                                                     | 100                                                     | 100                                                     | 100                                                     | 100                                                     |
| 102                                                     | 102                                                     | 103                                                     | 107                                                     | 75                                                      |
| 105                                                     | 103                                                     | 108                                                     | 118                                                     | 50                                                      |
| 110                                                     | 106                                                     | 117                                                     | 137                                                     | 33                                                      |